# Транспортная развязка

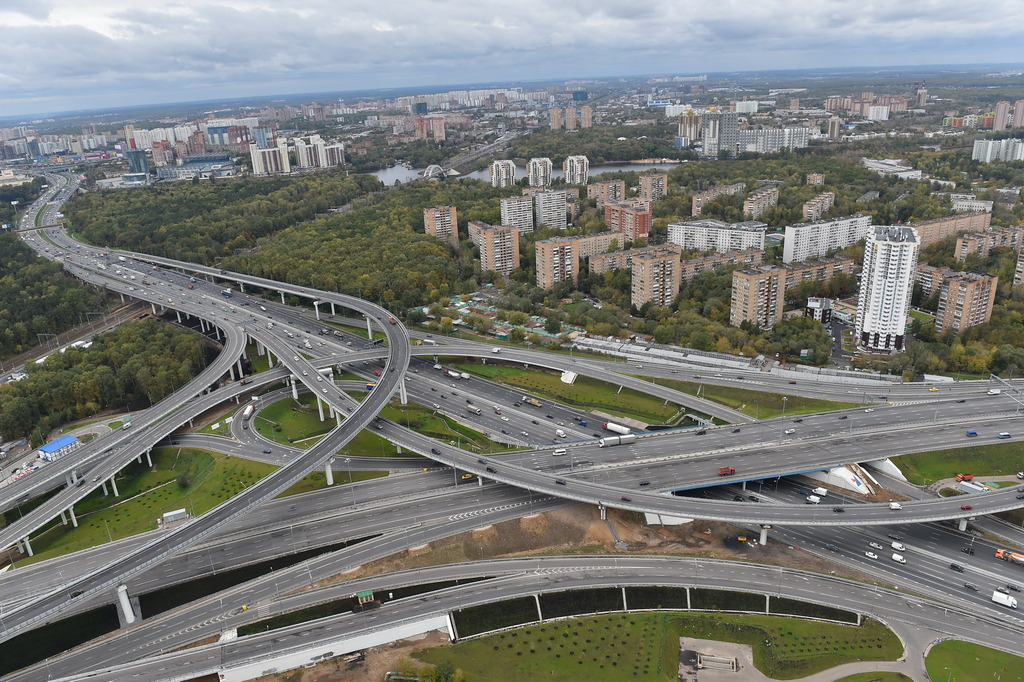
Бусиновская развязка в Москве является первой и единственной в России пятиуровневой транспортной развязкой.

Тра́нспортная развя́зка — комплекс дорожных сооружений (мостов, туннелей, дорог), предназначенный для минимизации пересечений транспортных потоков и, как следствие, для увеличения пропускной способности дорог. Преимущественно под транспортными развязками понимаются транспортные пересечения в разных уровнях, но иногда термин используется и для специальных случаев транспортных пересечений в одном уровне (как например в государственных строительных нормах Украины).
Термин чаще используется в отношении комплексов для одного определённого вида транспорта. В России наиболее известны автодорожные развязки, расположенные в Москве (МКАД, Садовое кольцо, Третье транспортное кольцо и др.), а также железнодорожные развязки.

## Термины
В статье использованы термины для правостороннего движения; в случае левостороннего принцип остаётся тот же, только надо заменить налево/направо. Это не исключает участков с движением в другую сторону, как на Звёздном бульваре.

## Виды светофорных развязок

### Светофорная
Образуется путём пересечения под произвольным углом (обычно прямым) двух и более дорог. Термин «развязка» употребляют только при сложном светофорном цикле, наличии других дорог для поворотного движения или запрете следования в одном из направлений.
Преимущества:
- Простота светофорных циклов
- Возможность выделить отдельный цикл для пешеходов

Недостатки:
- Проблема левого поворота при интенсивном движении на одной из дорог.
- При интенсивном движении время ожидания зелёного сигнала светофора может достигать 10 минут.
- При большом трафике есть большой риск возникновения дорожных пробок.

### Светофорная с карманом для разворота и левого поворота
Такая развязка устраивается в случаях, когда на одной из улиц уже есть разделение потоков.
Преимущества:
- Простота светофорных циклов.
- Используется имеющееся место на старом перекрёстке.

Недостатки:
- Перегруз дороги, на которой устроены «карманы», может создать «пробки». Например, в районе конечной станции «Профсоюзная» общественный транспорт после высадки не успевает сразу перестроиться в 3 ряда, что приводит к неразберихе
- При левом повороте (а иногда и при развороте) необходимо стоять на минимум двух «красных» (для решения этой проблемы обычно разрешают правый поворот на красный).
- Ухудшается положение пешеходов за счёт сокращения цикла или ликвидации фактически бессветофорного перехода. Такую развязку часто строят вместе с подземным переходом.
- Необходимо убирать помехи для видимости пешеходов, либо создаётся опасность правого поворота.

### Круговая
Основана на том, что вместо перекрёстка строится круг, на который можно въезжать и съезжать в любом месте.
Преимущества:
- Количество светофорных циклов снижается до минимальных двух (на пешеходный переход и проезд машин), иногда светофоры упраздняются вообще
- Нет проблемы левого поворота (при правостороннем движении)
- Возможно ответвление и более четырёх дорог

Недостатки:
- Не может дать приоритет какой-либо (главной) дороге; применяется, как правило, на дорогах сходной загруженности.
- Высокая аварийная опасность
- Необходимость чётко учитывать потоки пешеходов
- Требуется много лишнего места
- Пропускная способность ограничена длиной окружности
- Не более 3 полос движения

### «Заколдованный круг»
Представляет собой круг из кругов, распространены в Великобритании. Используются там, где сходятся пять и более дорог.
Преимущества:
- Налаживает два равнозначных маршрута с дороги А к дороге Б, и водители могут выбрать наименее загруженный
- Светофоры нужны только на въездах, с проездом по кругам водители разбираются сами.

Недостатки:
- Требует много места
- Ограниченная пропускная способность
- Сложен для водителей

## Нетипичные решения

### К-элемент
Одна из дорог обязательно состоит из трёх сегментов, два из которых представляют собой дороги для движения каждый в свою сторону, а третий — выделенную полосу, при этом на перекрёстке центральная полоса «меняется» с одной боковой. Также есть частные случаи ухода выделенной полосы на второстепенную дорогу (улица Вавилова) с выделением бульвара (Нахимовский проспект).
Преимущества:
- Выделенный цикл для ОТ совмещён с левым поворотом из двух полос.
- Левый поворот проходит с оттянутым разворотом далее через центральную полосу.

Недостатки:
- Необходимо учитывать строение окрестных улиц.

## Виды развязок для пересечения шоссе и второстепенной дороги

### Parclo (неполного развёртывания)

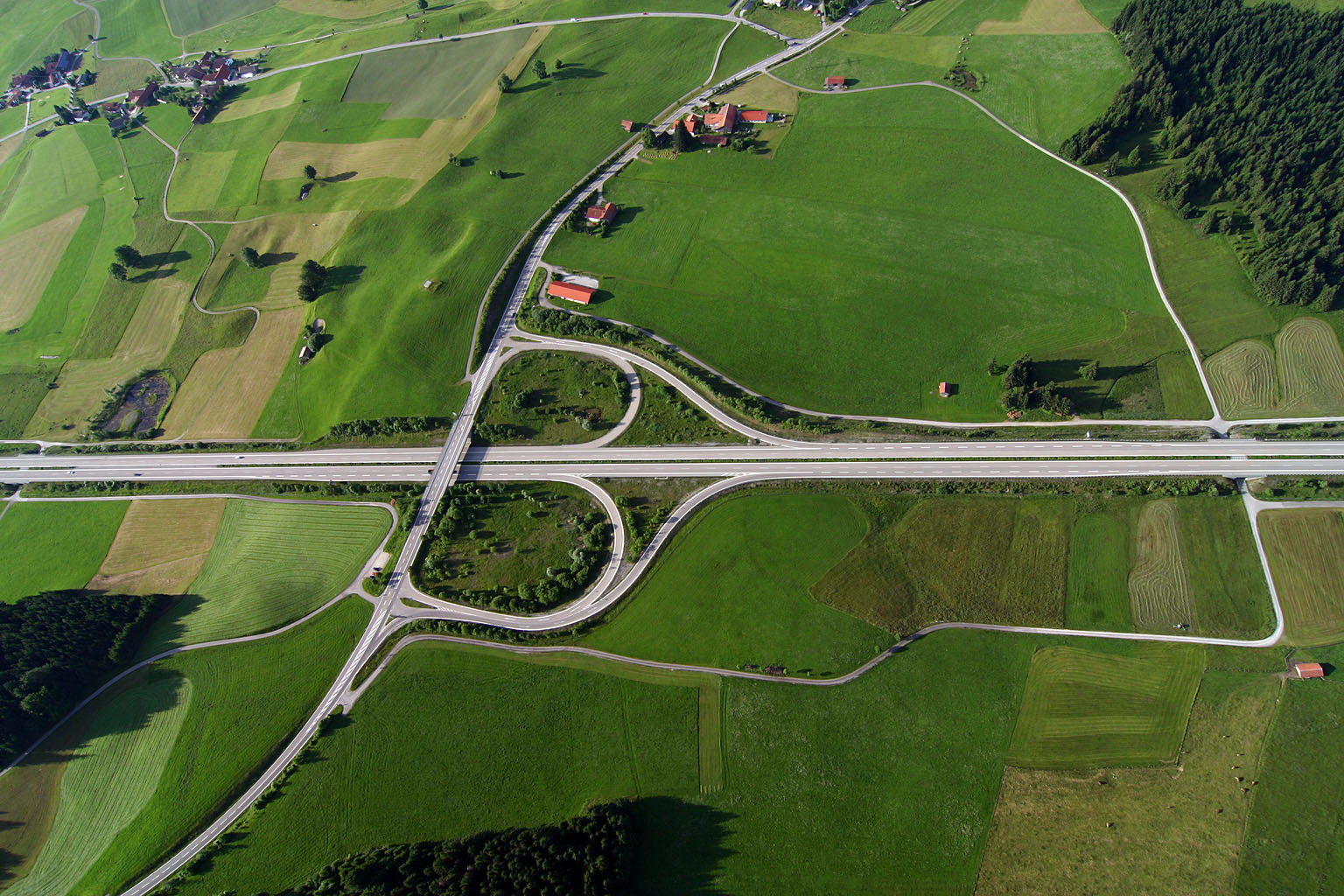
Пример «полуромашки»

Или частичная клеверообразная. Популярна в Москве. Так, наиболее ярким примером являются развязки у метро «Кунцевская» или при въезде в Реутов.
Преимущества:
- Больше скорость, чем на типичной клеверообразной за счёт более длинных полос
- Дешевле за счёт строительства меньшей длины мостов
- Задействованы все направления
- Часто проектируется именно под преобладание левого поворота

Недостатки:
- Выделяется только часть полос для съезда/выезда. Выделить все полосы невозможно.
- Разворот с второстепенной дороги невозможен в принципе.

### Светофорно-туннельная

Один из вариантов

На главной дороге для движения прямо строится туннель (или эстакада), для остальных сохраняется светофорное движение
Преимущества:
- Позволяет выделить преобладающий поток без ущерба для второстепенной дороги
- Практически нет препятствий для движения общественного транспорта
- Зачастую можно сделать верхнюю зону преимущественно пешеходной (пример — Триумфальная площадь в Москве)

Недостатки:
- Необходимо преобладание одного из потоков над другим. Если потоки сравниваются, то становится невозможным движение общественного транспорта через светофорную зону (пример — на Мосфильмовской улице), при росте потока может закупориться и тоннель
- Необходимо большее расстояние перед следующим перекрёстком по сравнению со светофорной

### Ромбовидная развязка с изменением сторонности

Ромбовидная развязка с изменением сторонности — Diverging diamond interchange.

На главной дороге для движения прямо строится туннель (или эстакада), для второй сохраняется светофорное движение. Причем на второстепенной дороге меняется сторонность движения в пределах развязки.
Преимущества:
- Позволяет выделить преобладающий поток без ущерба для второстепенной дороги
- Две фазы для светофоров вместо трех в классической ромбовидной развязке
- По сравнению с классическим вариантом робмовидной развязки большая пропускная способность
- Увеличена безопасность движения за счет снижения скорости движения по второстепенной дороге и меньшему количеству конфликтных точек
- Есть возможность разворота для главной дороги

Недостатки:
- Непривычная организация дорожного движения может сильно путать водителей. Необходима хорошо видная разметка.
- Не может работать без светофорного регулирования

### Кольцевая с выделением прямого направления
Развязка отличается от кругового перекрестка тем, что прямое направление на главной дороге выделено с помощью туннеля или эстакады, для левых поворотов и разворотов используется кольцевое движение. Такие развязки часто строятся на основе круговых перекрестков выделением главной дороги — такое решение часто применяют на площадях.
По сравнению с обычной кольцевой такая развязка позволяет организовать бессветофорное движение на прямом направлении.

## Виды бессветофорных развязок для двух пересекающихся шоссе

### Клеверообразная
Преимущества:

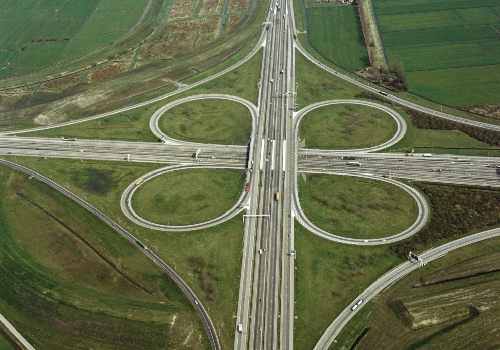
Типичная «ромашка» или «клевер»

- Требуется не так много места (по сравнению с другими видами многоуровневых развязок).
- Возможен разворот в базовой конфигурации, хотя и затруднителен.
- Строительство с минимальными проблемами: сначала строятся дороги для правого поворота, затем прямое пересечение закрывается на период строительства моста, после чего достраивается «клевер». Требуется сооружение только одного моста.

Недостатки:
- Левый поворот на 270°.
- Въезд расположен перед выездом, что само по себе может создать заторы и аварийные ситуации (особенно если под мостом располагаются остановки общественного транспорта, т. н. «конфликт» съезжающих и заезжающих на шоссе потоков автомобилей).
- Трудности для пешеходов — чтобы пересечь развязку, требуется пройти большое расстояние и при этом пересечь как минимум две боковых дороги.
- На практике по «листьям клевера» возможна скорость не более 40 км/ч (по остальным дорогам — выше).

### Накопительная

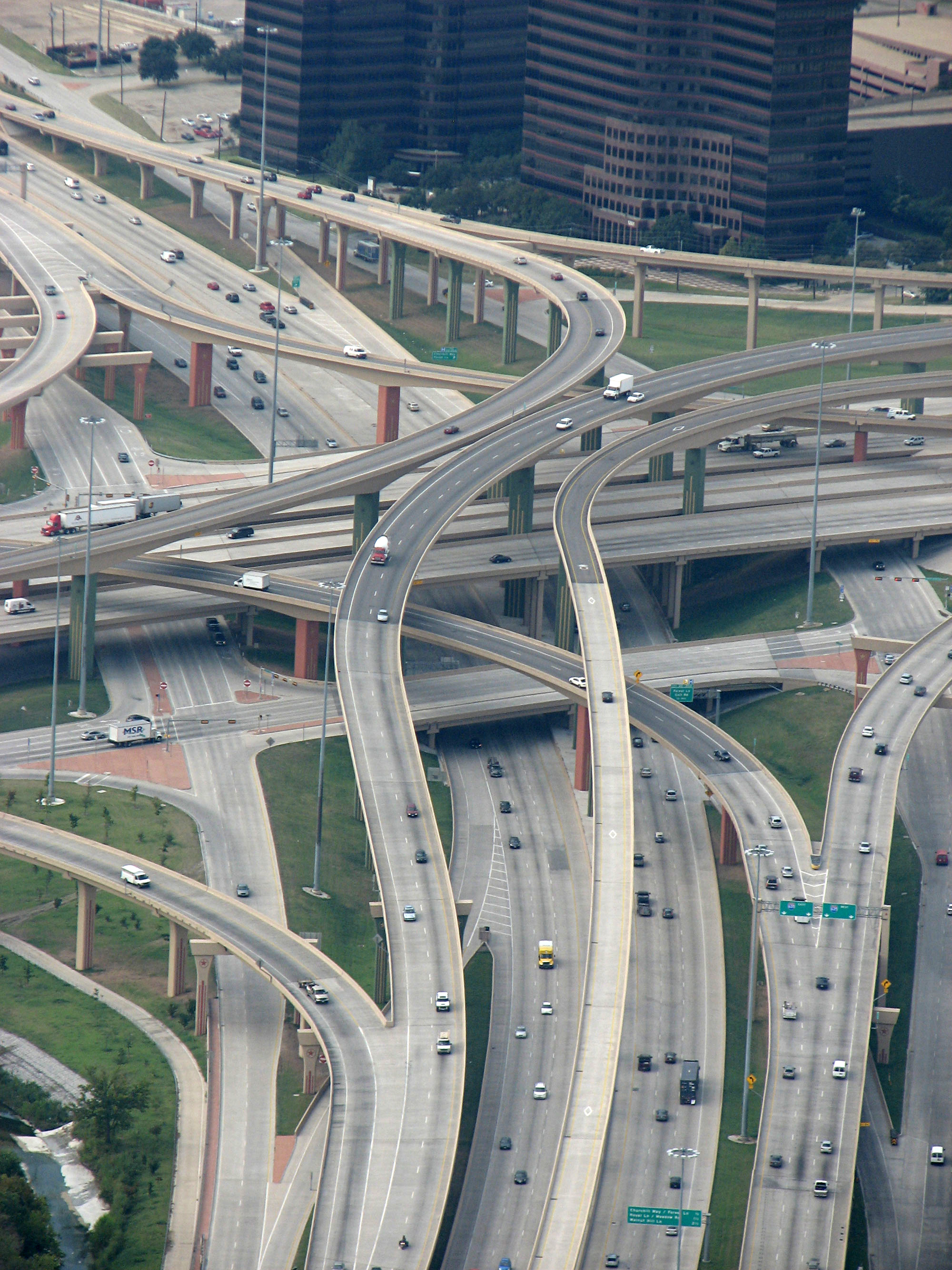
Пятиуровневая накопительная развязка в Далласе, США

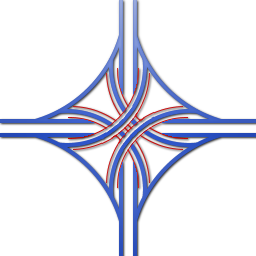
Самый простой вариант накопительной четырёхуровневой

Накопительная, или стековая (stack interchange) — развязка, при которой часть полос выделяется из одной дороги и вливается в состав другой дороги в том же количестве.
Простейшая версия на ромбообразных дорогах, отходящих вправо, от которых отходят дороги для левого поворота, пролегающие непосредственно у центра. Может иметь и более сложную конструкцию.
Сложные развязки часто называют «Спагетти» или «Мальтийский крест».
Преимущества:
- Нет враждебных потоков, формирование потока происходит перед развязкой
- Выезд расположен перед въездом
- Можно использовать при любых пересечениях любого количества дорог, известны и 9-уровневые[источник не указан 4864 дня]
- Возможность выделять дороги для поворота на большем расстоянии по сравнению с клеверообразными.

Недостатки:
- Сложная конструкция, высокая стоимость сооружения: кроме прямого пересечения, необходимо строительство изогнутых эстакад для левого поворота (у четырёхуровневой — 4)
- Необходимы дополнительные дороги для разворота

### Клеверообразная накопительная

Двухуровневая клеверообразная накопительная развязка

В конце 1960-х в некоторых странах клеверообразные накопительные развязки стали преобладать над классическими клеверообразными. Данный вид развязки является естественной эволюцией классического клевера, когда вместо пары клеверных съездов, которые блокируются из-за проблемы съезжающих и заезжающих на развязку автомобилей при интенсивном движении (конфликт потоков) строятся отдельные съезды. При такой конструкции, двигаясь по любому из пересекающихся шоссе, сначала следует съезд транспорта с основного шоссе, позволяющий съехать с шоссе всем желающим, и лишь затем следует заезд с пересекающегося шоссе.
При такой конструкции развязки, съезды стали длиннее, соответственно увеличился радиус поворота, что в итоге позволяет повысить скорость передвижения по ней. В некоторых случаях для удлинения коротких петлевых съездов используют третий уровень развязки.
Преимущества:
- Более дешёвая по сравнению с накопительной развязкой, используется только 2 уровня для 2 шоссе.
- Выезд расположен перед въездом.
- Количественно снижается необходимость перестроения потоков перед выездами с шоссе.
- Высокая пропускная способность развязки.
- Удобно переделывать из клеверообразной.

Недостатки:
- Необходимы дополнительные дороги для разворота.
- Необходимо сооружение семи мостов.

### Турбинная развязка

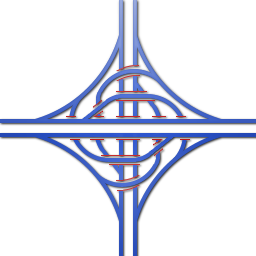
Двухуровневая турбинная развязка

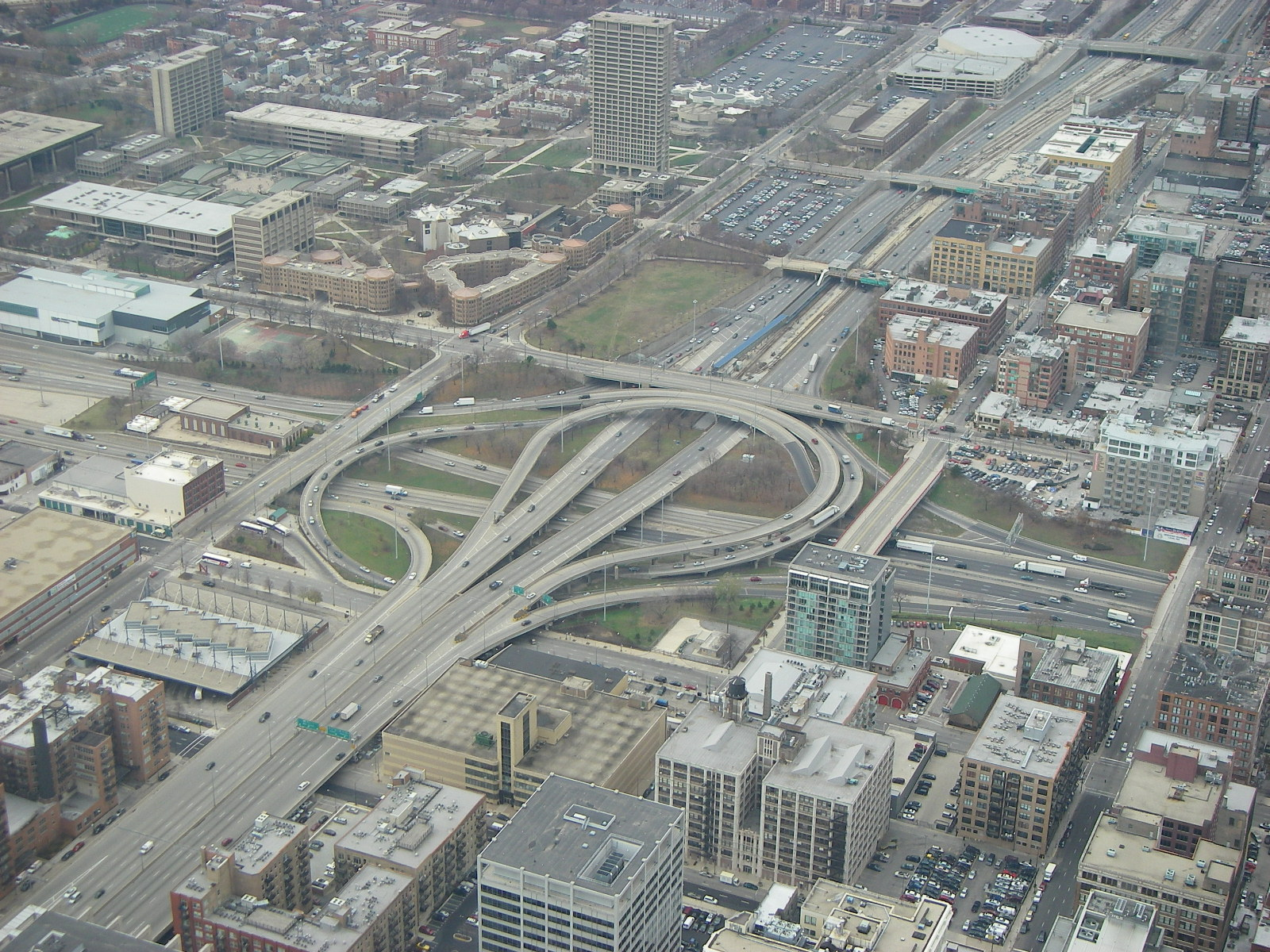
Турбинная развязка в Чикаго

Альтернатива четырёхуровневой накопительной развязке — турбинная развязка (англ. whirlpool — завихрение). Обычно турбинной развязке требуется меньше уровней (обычно два или три), съезды развязки по спирали сходятся к её центру. Особенностью развязки являются съезды с большим радиусом поворота, позволяющие повысить пропускную способность развязки в целом.
Преимущества:
- Высокая пропускная способность.
- Выезд расположен перед въездом.
- Количественно снижается необходимость перестроения потоков перед выездами с шоссе.

Недостатки:
- Требует много места для строительства.
- Требует сооружения 11 путепроводов.
- Резкие перепады высот на эстакадах съездов.
- Необходимы дополнительные дороги для разворота.

### Развязка типа винт мельницы

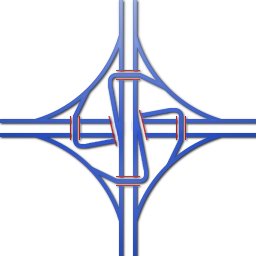
Типа винт мельницы

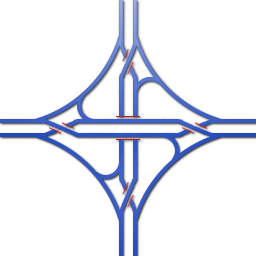
Перекрестная типа винт мельницы

Ещё одной альтернативой четырёхуровневой накопительной развязке являются развязки типа винт мельницы.
Она является одним из вариантов турбинной развязки. Отличительной особенностью таких развязок является необходимость всего в 2 уровнях и строительство всего пяти мостов.
При этом, в варианте перекрестной развязки типа винт мельницы, пропускная способность развязки увеличивается за счет перекрещивания потоков шоссе (в случае правостороннего движения на развязке оно становится левосторонним). Кроме того в ней становятся более понятными с точки зрения участника движения повороты, они более ясно выделены.
Развязка получила название за характерные съезды, схожие с винтом ветряной мельницы.
Преимущества:
- Высокая пропускная способность
- Выезд расположен перед въездом
- Требует сооружения всего пяти мостов
- Возможность организации разворотов для перекрестной развязки типа лопасть мельницы

Недостатки:
- Повороты имеют меньший радиус по сравнению с турбинной и накопительной развязкой.
- Необходимы дополнительные дороги для разворота

### Кольцевая развязка с двумя прямыми ходами

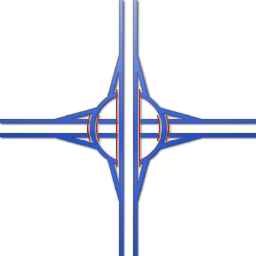
Круговая с двумя прямыми ходами

Трехуровневая кольцевая развязка с выделенными уровнями для прямых ходов и отдельным кольцевым уровнем для смены направления движения (левый и правый повороты, разворот). Из-за внешней схожести вида «сверху» развязку также называют Кельтским крестом.
Преимущества:
- Компактность
- Простой разворот на кольце
- Возможность перестройки из кругового перекрестка

Недостатки:
- Скорость движения на кольце ограничена его размерами
- Конфликт потоков на кольце может привести к затору

### Ромбообразная

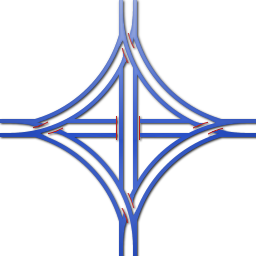
Ромбообразная

На подходах к развязке дороги разветвляются на правый и левый повороты; пересечение потоков разводится мостом. Внутри ромба, образуемого дорогами для левых поворотов, строится прямое пересечение как ответвление от них; при этом направления движения меняются (правостороннее становится левосторонним).
Преимущества:
- Высокая пропускная способность и скорость движения;
- Левые повороты имеют такой же большой радиус, как и правые;
- Отсутствуют враждующие потоки (въезд после выезда);
- Левый поворот интуитивно понятен.

Недостатки:
- Необходимо строительство 5 мостов;
- В базовой конфигурации разворот невозможен.

## Виды бессветофорных развязок для примыкания шоссе

### Трубовидная

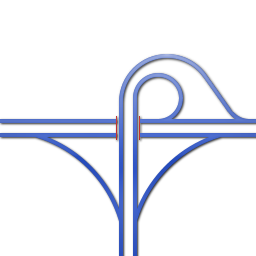
Трубообразная

Двухуровневая развязка, один из левых поворотов выполнен как правый на 270 градусов. Разворот в базовой конфигурации невозможен. При строительстве развязка требует сооружения всего одного прямого пересечения. Такая развязка наиболее популярна, в частности, на МКАД.

### T-образная

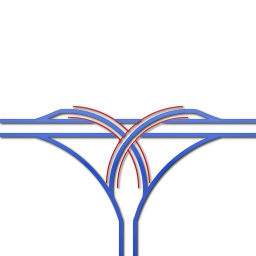
T-образная

В T-образной развязке левые повороты выполняются на отдельных уровнях при помощи эстакад или туннелей. По сравнению с трубовидной повороты более плавные, отсутствует поворот на 270 градусов, что удобно для скоростного движения. Однако необходимость сооружения двух изогнутых эстакад для левых поворотов усложняет и удорожает строительство. Разворот в базовой конфигурации невозможен.

### Y-образная

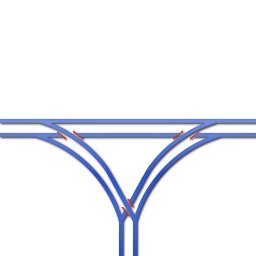
Y-образная

В Y-образной развязке встречные направления движения разводятся на расстояние, после чего от прямых направлений отводятся дороги для левого поворота. По сравнению с Т-образной развязкой левые повороты требуют сооружения трех коротких путепроводов.

### Полуклеверная

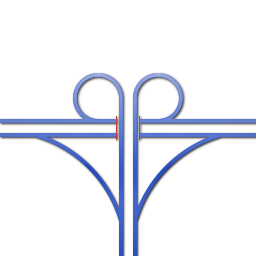
Полуклеверная

Двухуровневая развязка, в которой оба левых поворота выполнены как правые на 270 градусов. В базовой конфигурации возможен разворот на примыкающей дороге. Возможен присущий клеверной развязке конфликт потоков из-за расположения въезда перед выездом. При строительстве развязка требует сооружения всего одного прямого пересечения, при продлении дороги возможна достройка до клеверной.

## Перспективные проекты развязок
Улучшенный тип распределительного кольца обеспечивает лучшие условия движения, чем обычное распределительное кольцо, поскольку на развязке этого типа левоповоротное движение направляется на кольцо не по правоповоротным съездам, а по отдельным съездам, расположенным внутри кольца; переход левоповоротного движения с кольца на автодорогу осуществляется по правовоповоротным съездам.
Преимущества:
- Нет проблем левого поворота.
- Нет дополнительных мостов и тоннелей, в том числе и пешеходных.
- Отсутствие паразитных переплетающихся потоков.
- Практическое отсутствие враждебных конфликтных точек.
- Пересечение любого количества дорог.
- Повышенная скорость прохождения развязок.
- Может служить пересадочным узлом для общественного транспорта.
- Новое строительство, реконструкция или усовершенствование может производиться без приостановки движения.
- Не более трёх уровней.
- Отсутствует необходимость в дополнительных землеотводах и больших объёмов земельных работ.
- Несколько подобных развязок делают бессветофорными вылетные магистрали на всем их многокилометровом протяжении.

Недостатки:
- Высокая сложность конструкции из-за наличия пяти путепроводов.
- Резкие перепады высот, продольный уклон по съездам достигает 14 процентов при допустимых в нормах Российской Федерации 4 процентах.
- Не для центральных городских перекрестков.
- При осуществлении левых поворотов необходимо перестраиваться на кольце на 40 метрах через две полосы с плохими условиями видимости и низкой пропускной способностью — характерными недостатками кольцевого пересечения.